# Фукада, Кёко
Кёко Фукада (яп. ふかだ きょうこ, 2 ноября 1982 (42 года), Кита, Токио, Япония) — японская актриса, модель, певица, сэйю, музыкант, ребёнок-актриса, обладательница кинопремии «Майнити» за лучшую женскую роль и премии кинофестиваля Йокогамы за лучшую женскую роль. Работает под эгидой агентства Horipro.

## Биография
Кёко Фукада родилась 2 ноября 1982 в Токио. Закончила старшую школу Хорикоси в 2001 году. Её актёрский дебют состоялся в 1997 году.
Была участницей организации HiP.

## Награды и номинации
| Год  | Премия                                                                      | Работа                                                            | Результат | Примечание   |
| ---- | --------------------------------------------------------------------------- | ----------------------------------------------------------------- | --------- | ------------ |
| 1998 | премия Японской телевизионной академии за лучшую женскую роль второго плана | Боже, дай мне еще немного времени                                 | Победа    | [ 4 ]        |
| 1998 | Лучшая улыбка года                                                          |                                                                   | Победа    | [ 5 ]        |
| 1998 | премия «Золотая стрела» за лучший дебют                                     |                                                                   | Победа    | [ 6 ]        |
| 1999 | премия Elan d’or лучшему новичку года                                       |                                                                   | Победа    | [ 7 ]        |
| 1999 | премия Японской телевизионной академии за лучшую женскую роль второго плана | To Heart: Koishite shinitai                                       | Победа    | [ 8 ]        |
| 1999 | премия Nikkan Sports Drama Grand Prix за лучшую женскую роль второго плана  | Боже, дай мне еще немного времени                                 | Победа    | [ 9 ]        |
| 2000 | кинопремия «Nikkan Sports» за лучший дебют                                  | Школьный день мертвецов                                           | Победа    | [ 3 ] [ 7 ]  |
| 2001 | премия Японской кинокадемии за лучший дебют                                 | Школьный день мертвецов                                           | Победа    | [ 3 ]        |
| 2001 | Best Swimmer Award                                                          |                                                                   | Победа    | [ 10 ]       |
| 2001 | премия Японской телевизионной академии за лучший наряд                      | Fighting Girl                                                     | Победа    | [ 11 ]       |
| 2001 | премия Japan Jewelry за лучший наряд                                        |                                                                   | Победа    | [ 12 ]       |
| 2002 | премия Японской телевизионной академии за лучший наряд                      | Remote                                                            | Победа    | [ 13 ]       |
| 2003 | Twenty-year-old Best Pearl Dresser                                          |                                                                   | Победа    | [ 14 ]       |
| 2004 | кинопремия Tokyo Sports за лучшую женскую роль                              | Девочки-камикадзе                                                 | Победа    | [ 15 ]       |
| 2005 | кинопремия «Майнити» за лучшую женскую роль                                 | Девочки-камикадзе                                                 | Победа    | [ 3 ]        |
| 2005 | Yubari International Fantastic Film Festival for Max Factor Beauty Spirit   |                                                                   | Победа    | [ 16 ]       |
| 2005 | премия Японской киноакадемии за лучшую женскую роль                         | Девочки-камикадзе                                                 | Номинация | [ 3 ] [ 17 ] |
| 2005 | премия кинофестиваля Йокогамы за лучшую женскую роль                        | Девочки-камикадзе                                                 | Победа    | [ 3 ]        |
| 2009 | кинопремия Tokyo Sports за лучшую женскую роль второго плана                | Яттерман                                                          | Победа    | [ 15 ]       |
| 2010 | премия «Голубая лента» за лучшую женскую роль второго плана                 | Яттерман                                                          | Победа    | [ 3 ] [ 7 ]  |
| 2015 | премия Japan Jewelry за лучший наряд                                        |                                                                   | Победа    | [ 18 ]       |
| 2019 | премия Японской телевизионной академии за лучшую женскую роль               | История, которую следует прочесть в день, когда впервые влюбишься | Победа    | [ 19 ]       |

## Избранная фильмография
- Strait (1997)
- Ребята-детективы из Синдзюку (1998)
- Звонок 2 (1999)
- Школьный день мертвецов (2000)
- Tōkyō ★ zansu ~tsu (2001)
- Колдун (2001)
- Куклы (2002)
- О женщинах и Асурах (2003)
- Колдун 2 (2003)
- Hakoiri Musume! (2003)
- Девочки-камикадзе (2004)
- Ангел (2005
2006)
- Убийца клана Инугами (2006)
- Чудесный лес Улулу (2009)
- Яттерман (2009)
- Любовь по сценарию (2010)
- Вторая дева (2011)
- Перед восходом солнца (2011)
- Однажды на голубой луне (2011)
- Дикая семёрка (2011)
- Соседка (2013)
- Невероятно высокая скорость! Прибытие на службу (2014)
- Великий Шу Ра Ра Бум (2014)
- Игра Джокера (2015)
- Невероятно высокая скорость! Снова прибытие на службу (2016)
- Летающая шина (2018)